# Maury Yeston
Maury Yeston (Jersey City, 23 ottobre 1945) è un compositore, paroliere e musicologo statunitense.
È noto soprattutto per aver scritto la musica e le parole dei musical di successo a Broadway Nine (1982), Grand Hotel (1989) e Titanic (1997). Sia Nine che Titanic gli hanno valso il Tony Award alla migliore colonna sonora originale, mentre Grand Hotel ha vinto il Laurence Olivier Award. La sua canzone "Take it All", scritta per l'adattamento cinematografico di Nine, gli ha valso una candidatura al Golden Globe per la migliore canzone originale e all'Oscar per la migliore canzone nel 2009.
È autore anche dei musical Cloud Nine (New York, 1981), In the Beginning (New York, 1987), Phantom (1991) e Death Takes a Holiday (New York, 2011) e del balletto Tom Sawyer: A Ballet in Three Acts, debuttato nel 2011.